# 台鐵EMU300型電聯車
台鐵EMU300型電聯車是一款屬於臺灣鐵路公司（原臺灣鐵路管理局，略稱臺鐵或臺鐵局）的交流電中長途用電聯車，同時也是台鐵第3款以自強號名義行駛的電聯車。EMU300型引進的目的是台鐵為了提升客運上的需求，並解決EMU100型運量上的不足，1988年自義大利米蘭工業製造公司購入，總數8組24輛的列車於1989年9月2日開始營運。

## 概要

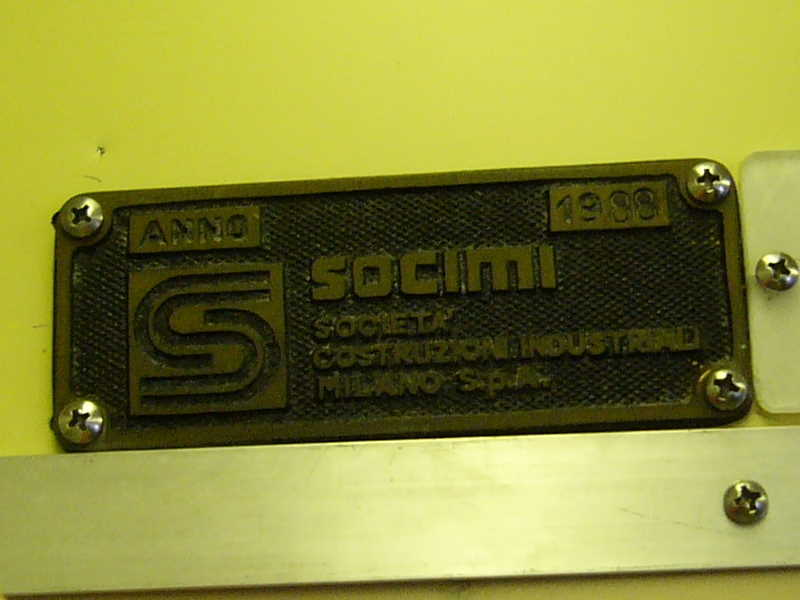
EMU300型車內的Socimi銘板

1980年代中期自強號座位利用率超過100%，而臺鐵為了提升客運運量上的需求，並解決EMU100型運量上的不足，並且輔助輸運旅客。臺鐵在1986年引進了33輛EMU200型電聯車，原本預期將由義大利Socimi得標，然而該案最後由南非UCW搶標，導致義大利 米蘭工業製造公司提出抗議，於是臺鐵以1986年的年度預算，再度向義大利米蘭工業製造公司訂購了8組共24輛的EMU300型電聯車:100:26。
1988年開始EMU300型列車由米蘭工業製造公司位於米蘭的工廠進行列車設計與承造，外觀與EMU200型類似，一共生產了8組共24輛，到了1989年EMU300型最後一批車輛運抵台灣之後，米蘭工業製造公司無預警倒閉，導致後續補料不易，使得EMU308編組當作器官車，一直到後續零件補料後，才逐漸獲得改善，列車開始進行驗收以及試運轉之後，並於1989年9月2日的改點中開始營運，而EMU300型成為第3款自強號電聯車:100。
EMU300型最初營運時曾創下台北到高雄不到4小時的行車記錄（1019次3小時47分，經海線僅停靠台南），後來E1000型推拉式自強號行駛北高的最快一班車也須要花上3小時49分（1021次，經山線沿途停靠板橋、台中，為前述1019次之演進）的時間，營運速度在當年沒有列車自動保護系統（ATP）的年代可達到130km/h（但當時台鐵規章的EMU速其限速仍是120km/h，嚴格來說是超速行駛）:56。後來由於米蘭工業製造公司倒閉，加上長期間超過營業速限行駛；引進後數年，轉向架即破裂而需要時常補強，而且後來也有機電系統過熱情形，需限速105km/hr行駛。因此推拉式自強號引進後運用改為中短程為主、並取消原有台北高雄長程運用（僅於2002年春節期間以加班車姿態行駛松山高雄），並新增北部區間的「通勤自強號」運用:100。
1997年EMU300型逐步更新轉向架由唐榮鐵工廠負責，改裝用Adtranz所生產的3系列（Series 3）轉向架，並於2000年左右更新完成，時速恢復至120公里。開始於週末投入剛完成電氣化的宜蘭線使用。2001年，由本型車所開行的1024次自強號由松山延駛至蘇澳站，每日行駛宜蘭線。2003年時則因為SARS而取消通勤自強號運用:100:57。
然而EMU300型歷經30餘年的使用，動力系統及各組件已逐漸老化，車輛狀況較差，為減輕車輛負擔，截至2021年4月前，EMU300型僅剩一天一往返行駛至彰化的運用（週日會延駛至斗南），並且安排行駛坡道較少的海線:59-60。
因2021年4月中旬時，此型車10天內連續發生3次故障事件，故自4月21日起，原由此型車行駛之班次全數變更為推拉式自強號並進行特檢，直到此型車解決車況問題後才會再次行駛。
2021年11月19日，EMU300型回歸行駛正班車，固定週五行駛159次以及140次（159次也同時在11月19日起改為週五行駛）。
2021年11月26日，EMU300因車況不佳再度停用，159次以及140次再度改為PP編組行駛。
2022年1月21日為了配合駕駛員訓練開行8794次七堵至壽豐試運轉，也是本型車首次也是最後一次行駛進花東地區。

## 外觀及車體設計
EMU300型列車與EMU200型列車的外型相似，不過外型較為方正，最明顯的差異在車頭較為傾斜；車門配置上，駕駛馬達車僅於一端設置上下車門，靠駕駛室側則設置安全門:46。為了冷卻機電系統，在動力車有空氣進氣口的設計，後來引進的通勤電聯車皆採用相同設計:101。EMU300型的馬達車車頂上有三個突起物，兩端為電軔用電阻器，中間的則為兩部緊臨的空調機。此外為了節省換目的地的壓克力板的時間以及避免乘客搭錯車，在車頭與車門上方設置了車頭終點顯示器（Destination Sign，簡稱DD）以及車側終點顯示器（Destination Indicator，簡稱DI），而在改造車門的同時改為與DR3100型柴聯車同型的3色發光二極體（LED）顯示幕，並將車頭上的捲布式路線牌移除。為了能夠讓乘客快速上下車，動力車的車門設置在車體的末端，而無動力車的車門則是前後兩端皆設有車門，最初使用手動摺疊門，在2008年開始逐漸將車門改為滑塞式電動門，2012年已全面改裝完畢。

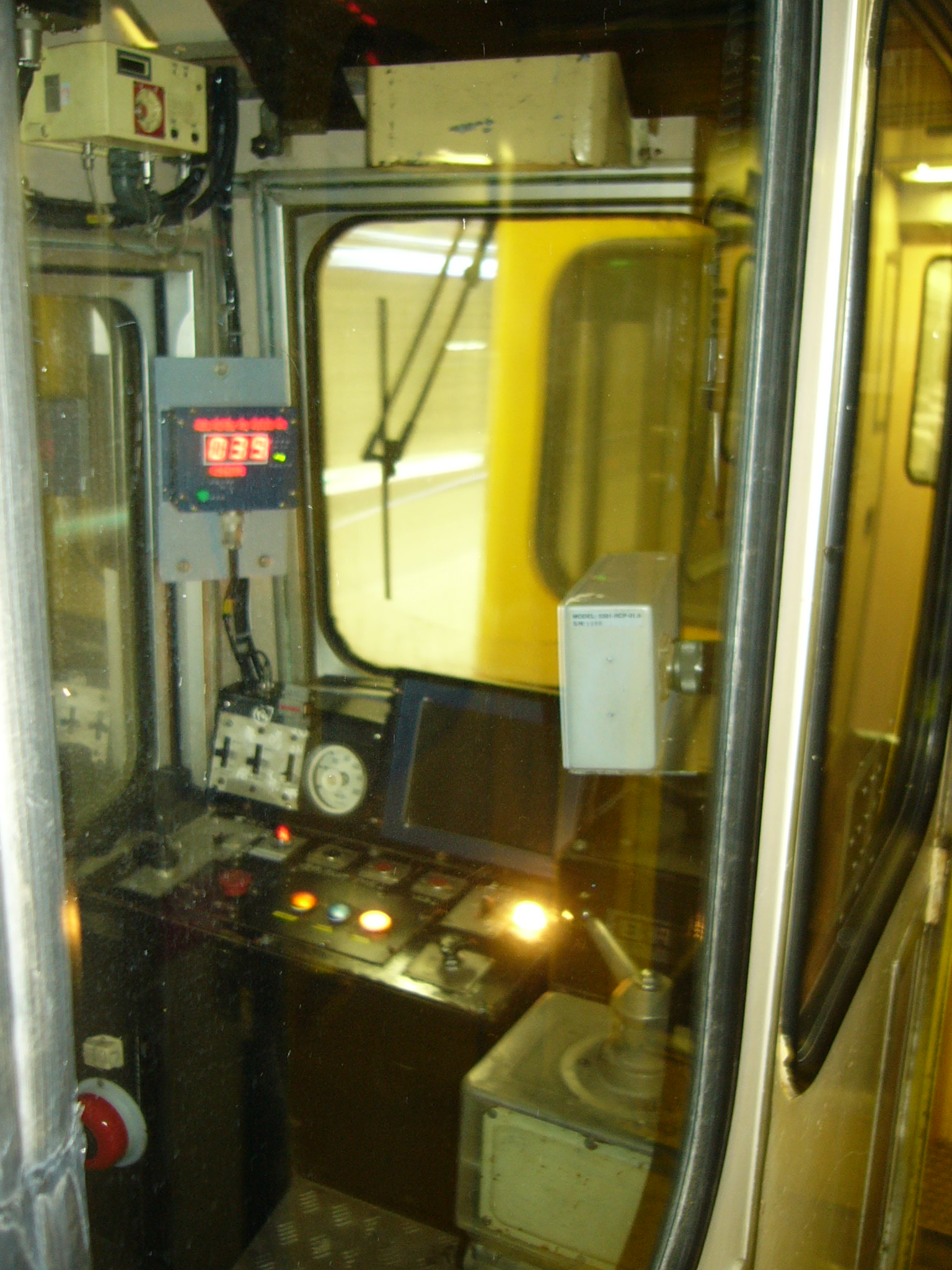
EMU300型的駕駛室
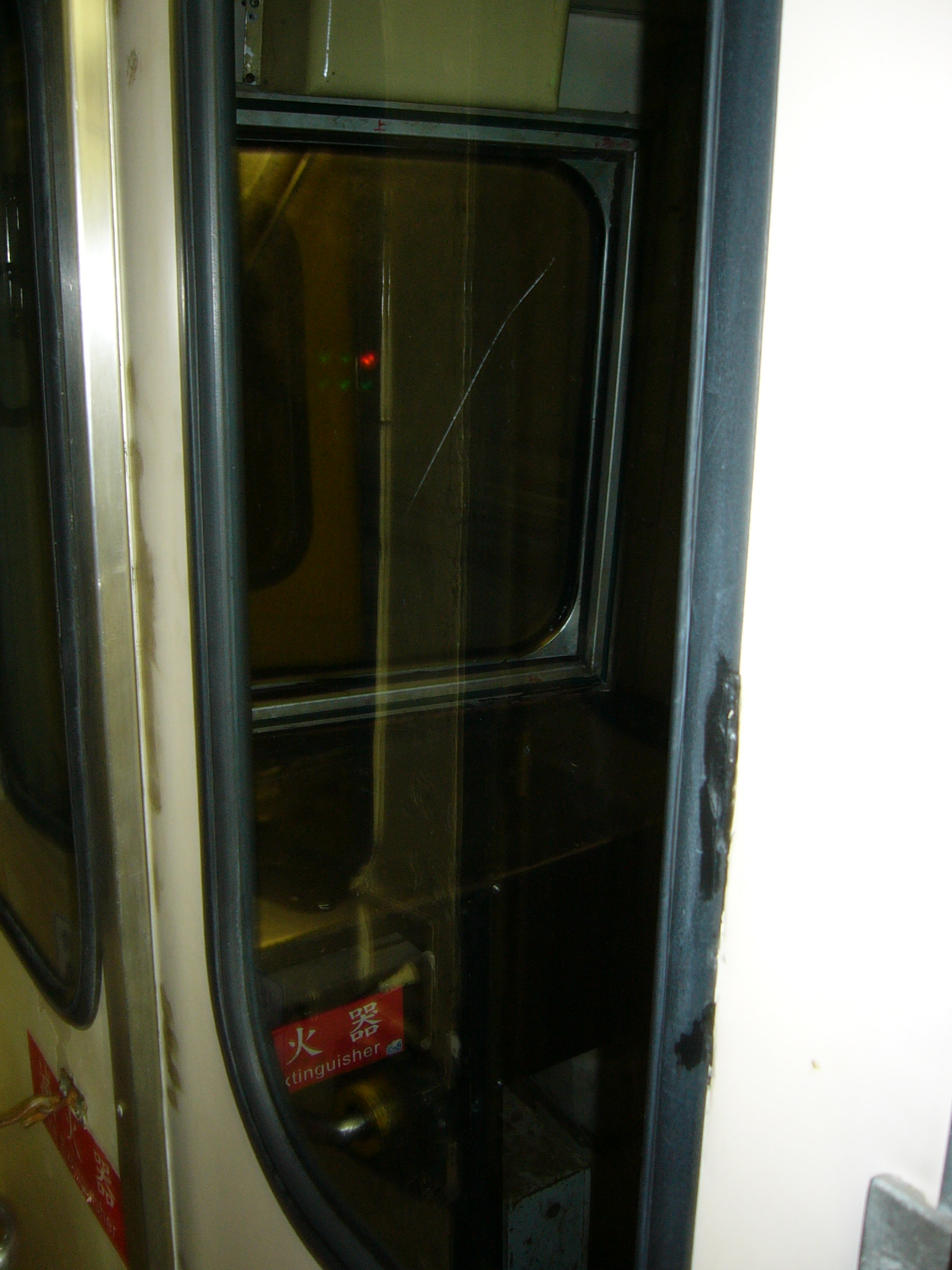
EMU300型的列車長室
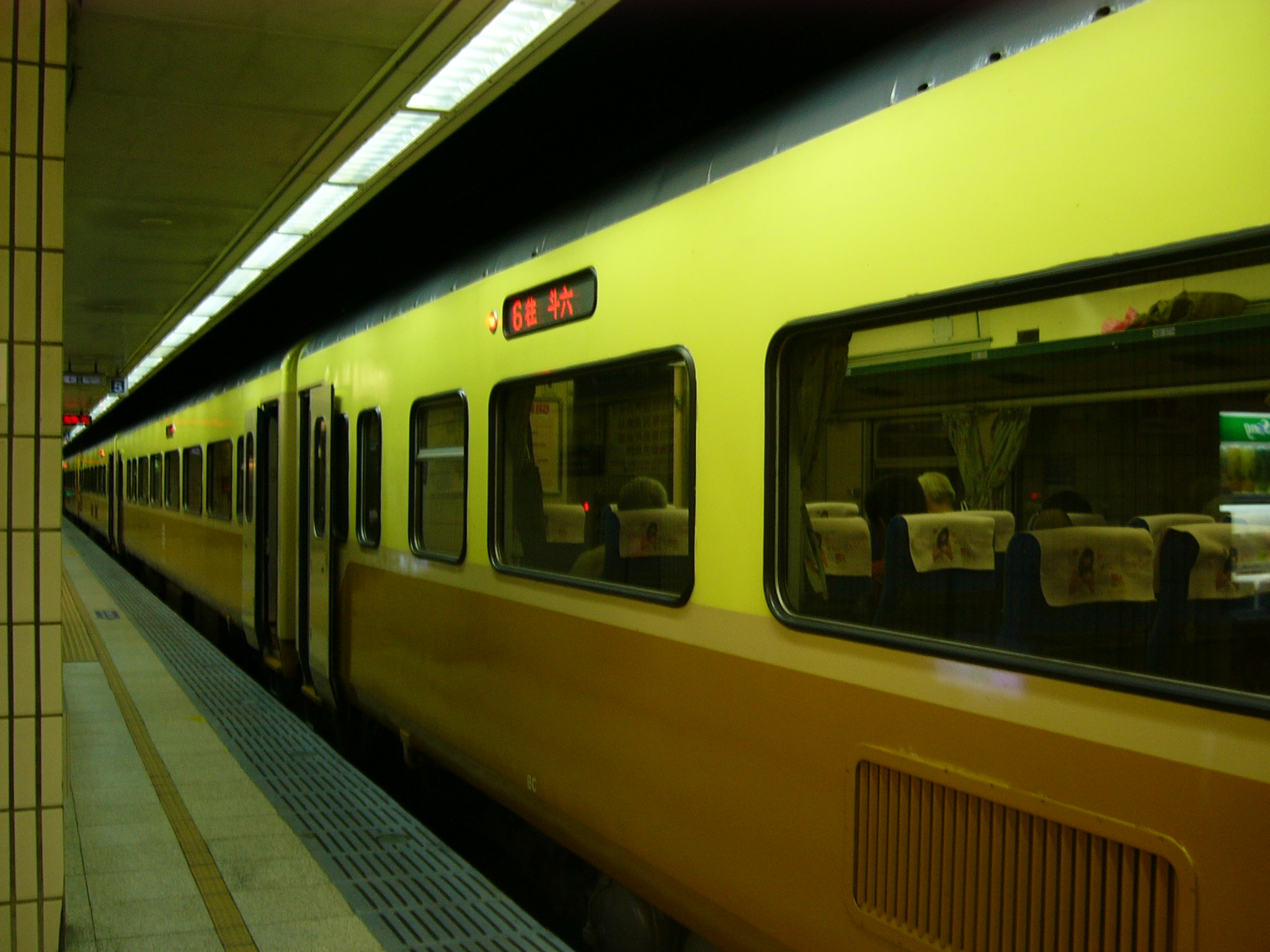
EMU300型的車門

## 規格與構造

### 集電弓及高壓設備

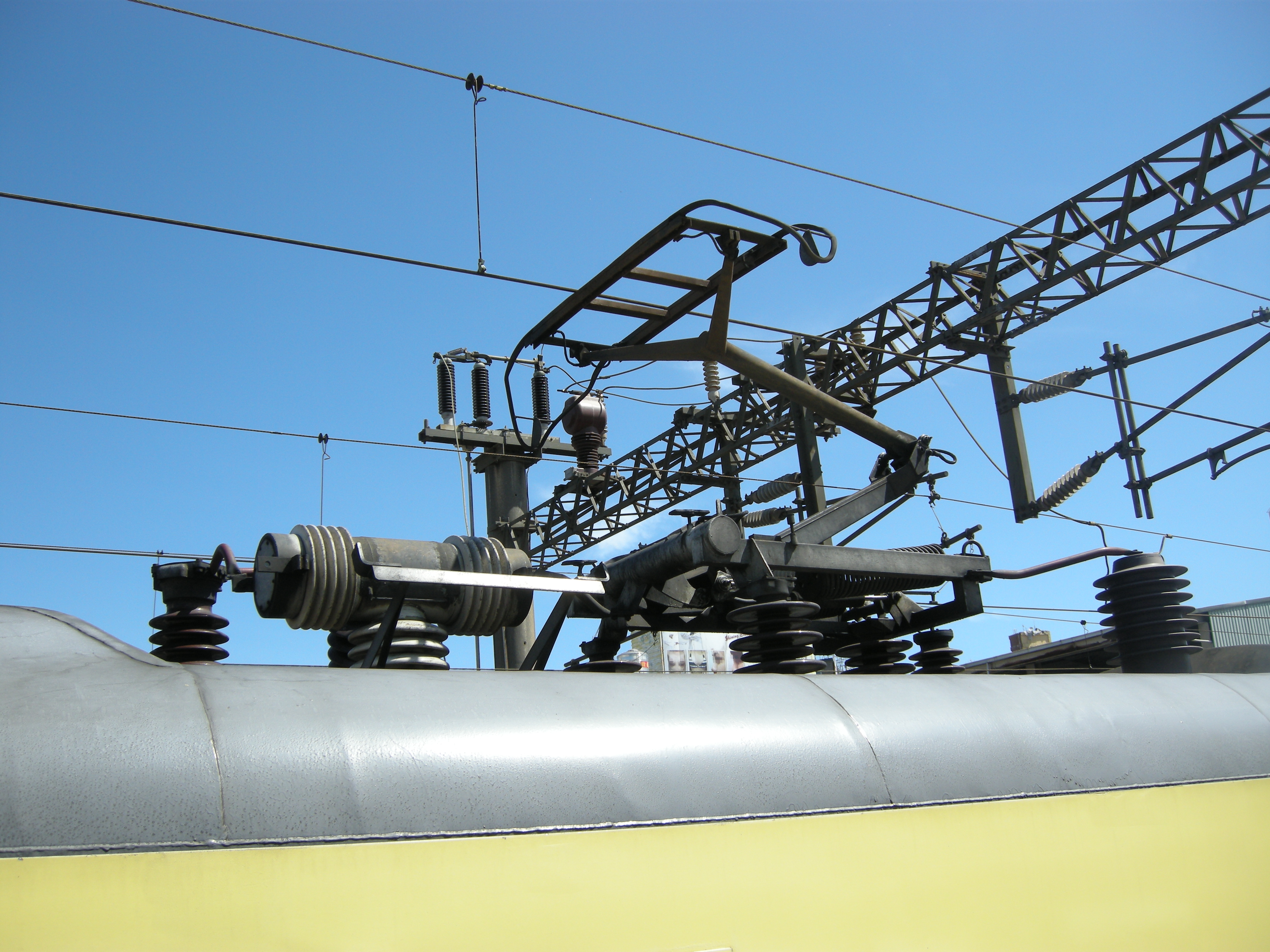
EMU300型的集電弓

EMU300型的集電弓採用英國Brecknell Willis所製的單臂式集電弓，集電弓設置於EP300型電源動力車上，安裝的方向與EMU200型相反。列車所需用電經集電弓導入後，通過真空斷路器再經高壓穿套導入EP車下的主變壓器的一次側，經降壓後二次側655V交流電在傳遞到EMC及EM車的牽引整流器進行整流後供牽引馬達用電:37。

### 牽引馬達及控制裝置
EMU300型的車輛控制機電系統採用英國布拉許牽引（Brush Traction）拉夫堡廠所製造，控制裝置使用斬波器（Chopper），主要變換裝置採用閘流體電橋整流器電子卡設備，將來自主變壓器二次側655V交流電轉為直流電送進牽引馬達，控制原理為透過閘流體整控電橋點弧控制相位角，當相位角越大，輸入至牽引馬達的直流電越大，可使牽引力增加。一輛動力車廂單一轉向架設置2具牽引馬達，驅動裝置採用吊掛式傳動，牽引馬達採用功率116kW的直流串激馬達，EMU300型的總輸出功率比EMU200型較低，總輸出功率為928kW（相當於1243hp），EMU300型的牽引馬達於低速段牽引力較大，因此列車的加速能力比起EMU100型與EMU200型較佳，列車的設計最高時速可達到130km/h，EMU300型同時設置牽引力控制以及速度自動控制，藉由行車電腦進行最佳化控制，不過由於加減速的弧度太大，以及機電系統經常故障的緣故，後來電門控制方式一律採用牽引力控制，並且將最高時速降至120km/h:37-39。

### 供電系統
車內的冷氣及照明電源由EMC及EM車下的馬達交流發電機組〈MA-set〉供應。馬達交流發電機組由主變壓器輸出的電源帶動，其發出的電力除供應冷氣照明外，車輛控制系統、電瓶及部分設施也可由110V及24V充電器供應。交流發電機組容量為110KVA，發電機馬達轉速為1800rpm，輸出交流三相440V、145A電力，於EMC及EM車交流發電機組均正常運作下，可進行跨組轉供支援臨組車之電力:42。

### 散熱系統

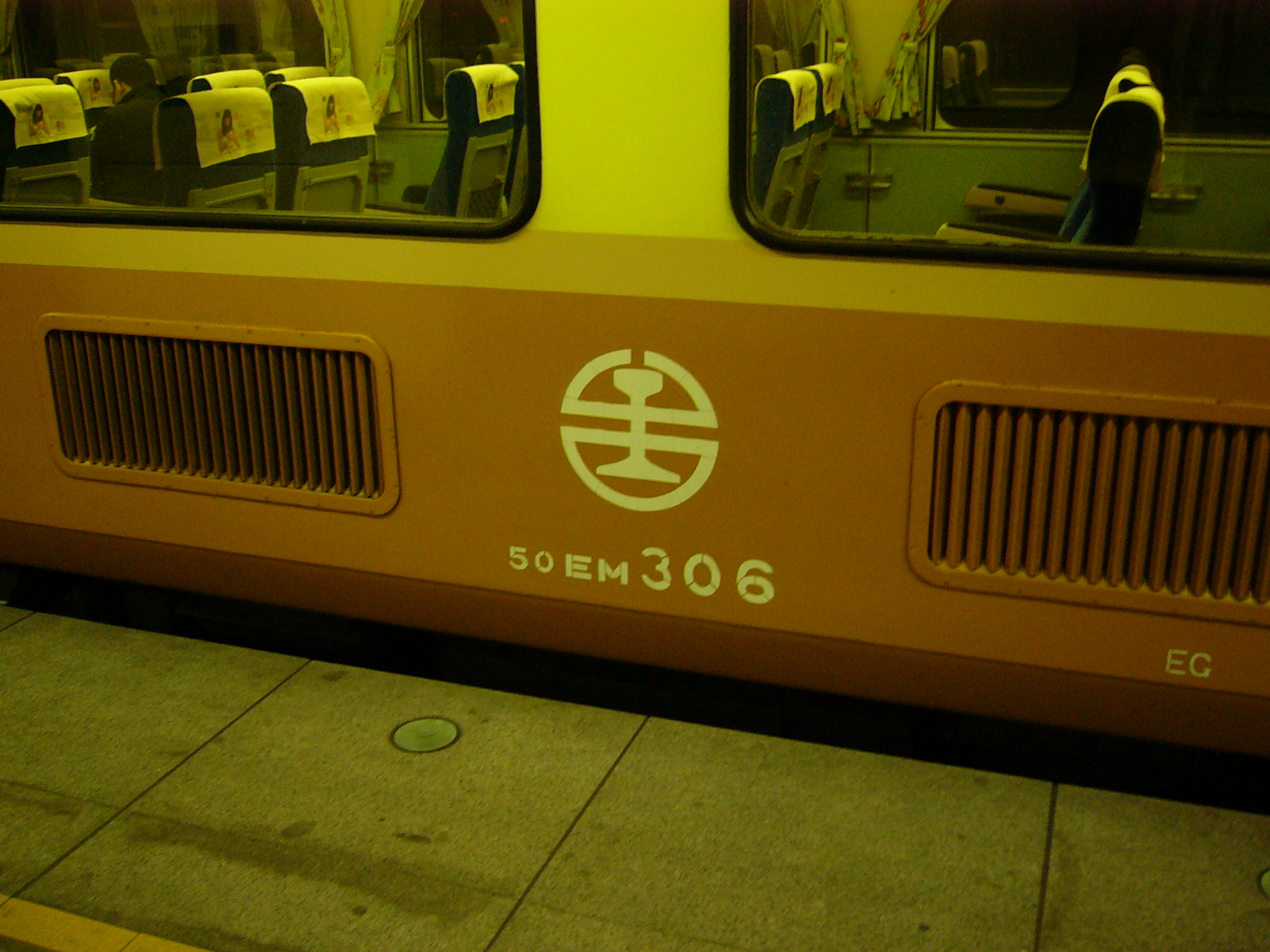
EMU300型駕駛馬達車的進氣口

EMU300型的機電系統及交流馬達發電機組散熱方式為使用鼓風機進行強制風冷散熱，鼓風機為啟動後常時運轉，有效解決EMU100型機電系統採用自然風冷造成散熱不良過熱的問題。至於主變壓器散熱方式為油浴強制風冷式，原理為使用散熱油來進行主變壓器本體降溫，流經變壓器的高溫散熱油利用油泵送入涼油器由鼓風機進行風冷降溫，冷卻後再送入變壓器，完成散熱循環:36。

### 轉向架
EMU300型的轉向架採用最初採用米蘭工業製造公司所生產的14TW-N-SB型空氣彈簧轉向架，軸距2410mm，軸彈簧採用德國Clouth橡膠廠（Clouth Gummiwerke AG）的橡皮彈簧製品，空氣彈簧採用了德國馬牌輪胎（Continental AG）的製品，為了防止車輛產生蛇行而裝設了車廂減擺器。由於1993年EMU300型接連發生出軌事故，後來進行特別檢查後，發現轉向架橫桿及軔缸均出現裂縫，考量到了安全性問題，台鐵因此將EMU300的運轉速度限制在105km/hr以下，最後考量到當時EMU300車齡仍低，最後於1997~1998年間全面更換為ADTranz公司生產的3系列（Series 3）轉向架，外觀與TR-52/54型轉向架類似，空氣彈簧則採用日本製之產品，也設有抗搖桿裝置，動力車使用P3-22a/b型轉向架，而無動力車使用T3-22a/b型轉向架（a型為設有停留軔缸，b型則無），全面更換轉向架後EMU300型的營運速度才又回到120Km/hr:40-41。

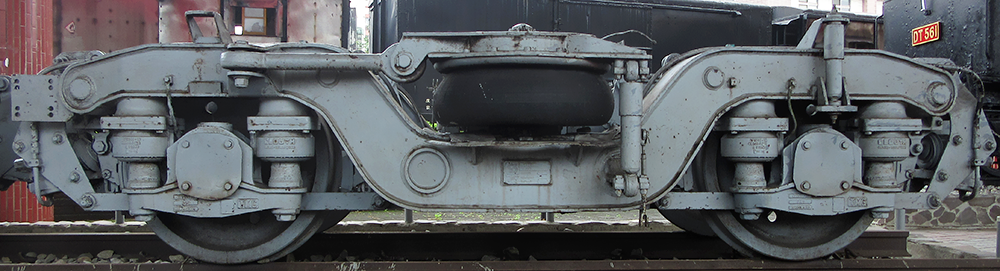
EMU300型原廠14TW-N-SB轉向架
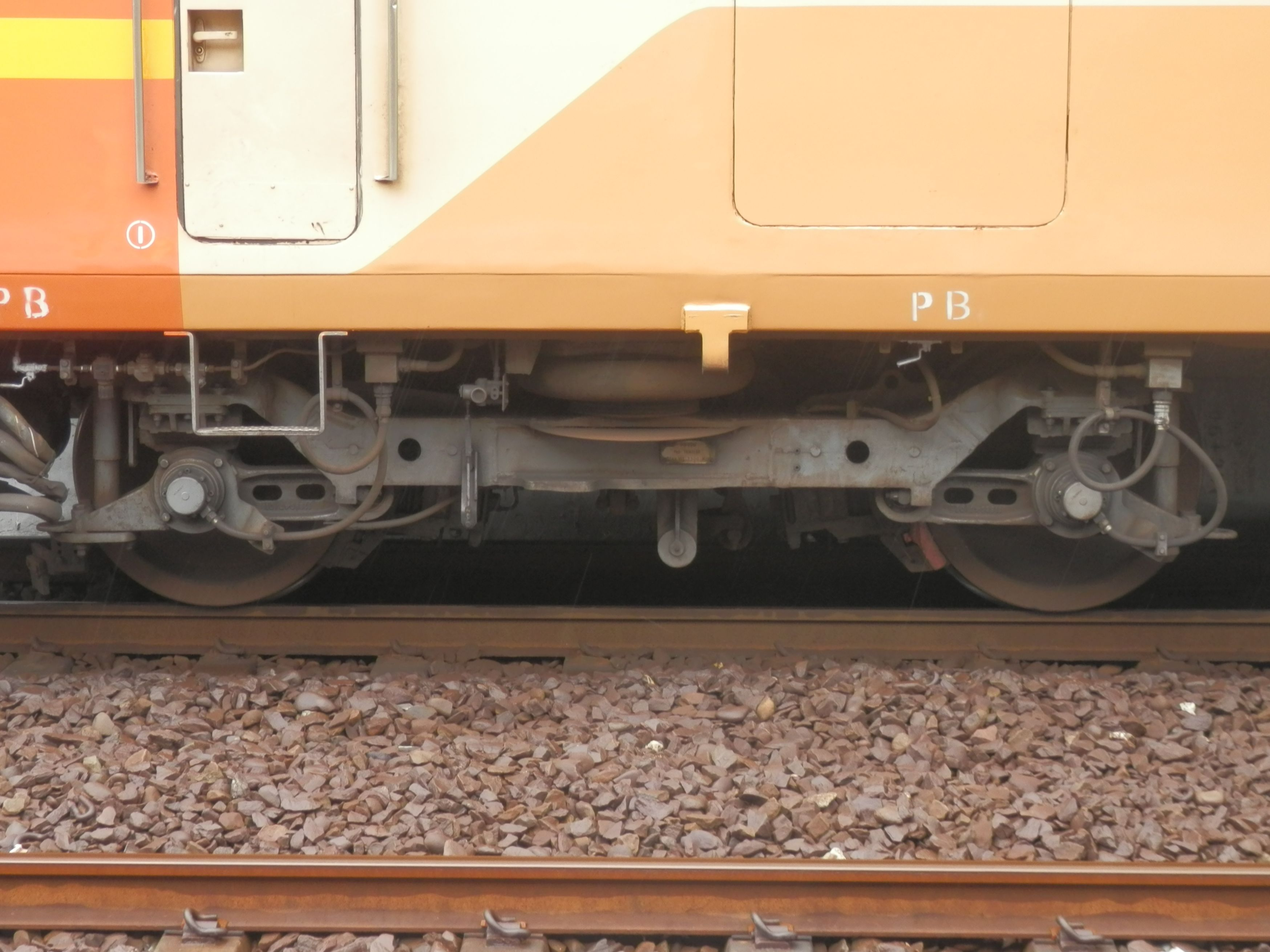
EMU300型改造使用的ADTranz Series 3轉向架

### 軔機系統
EMU300型的制軔系統採用西屋空氣制軔製造的電氣指令式制軔系統。由於本型車設計具備有速度自動控制功能，因此設有電軔設備，若實際車速高於電門把手設定之速度，控制系統將會讓馬達產生反電動勢進行減速，將動能轉換成電能再傳遞至車頂電阻器變換成熱能自然散失。且電軔與氣軔設有電空協調機制，如電軔力不足時，會經微電腦系統判斷所需氣軔力，自動加入氣軔使列車可獲得更大的減速力，不過後來考慮到了車輛長久使用及維修問題，自動速度控制及電軔全面停用，使的EMU300減速時完全使用空氣機械摩擦軔機:41。

### 保安裝置
EMU300型電聯車的鐵路安全裝置最初裝設自動列車警報裝置（AWS）以及自動列車停止裝置（ATS-SN以及ATS-P），後來發生多次列車事故，台鐵在2006年引進龐巴迪製的列車自動保護系統（ATP），相當於歐洲鐵路交通管理系統等級一規範，並且加入行車無線電話，將原有的自動列車警報裝置移除:42-43。

## 客室設備
EMU300型與EMU200型客室設備相同的地方在行李架下方座椅上方設置了冷氣個人出風口以及閱讀燈，而不同的地方在於依照車廂的不同，動力車使用綠色行李架，無動力車使用橘色行李架。車廂通道設有公共電話（已拆除）。座椅採用迴轉式坐臥兩用椅，以每行2+2的4排坐配置方式，在引進初期座椅的絨布與行李架相同，依照車廂的不同動力車使用綠色絨布，無動力車使用橘色絨布。車廂的裝潢設有壁毯以及地毯，車窗的窗簾採用米色窗簾，而後來車輛改造後座椅統一使用深藍色絨布，並且將不易清潔的壁毯全面移除，窗簾改用綠色系的窗簾。為了保持車廂內的溫度，列車的通道門採用了紅外線感應式自動門，但是極易故障、反應過於靈敏，逐漸在2008年改造後改為觸碰式開關:48-50。
列車的廁所設置在動力車，原本廁所採男女分離式，並採用藥水循環式，行駛過程當中不斷使用的緣故容易發生惡臭，因此台鐵最後決定將車內的廁所改裝真空循環式，並將男性廁所改造成機械室:51。 

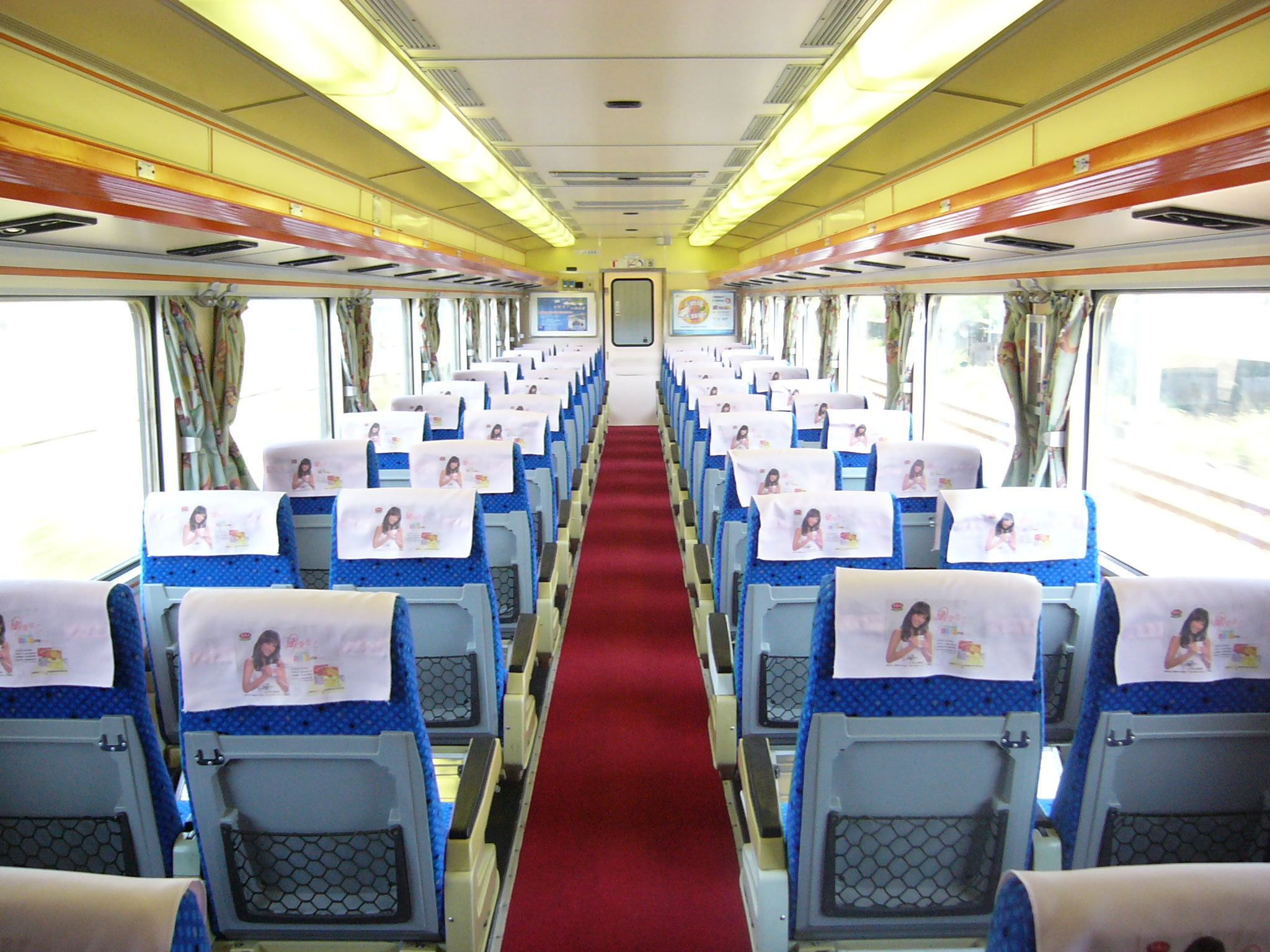
EMU300（EP300）型無動力車的車廂
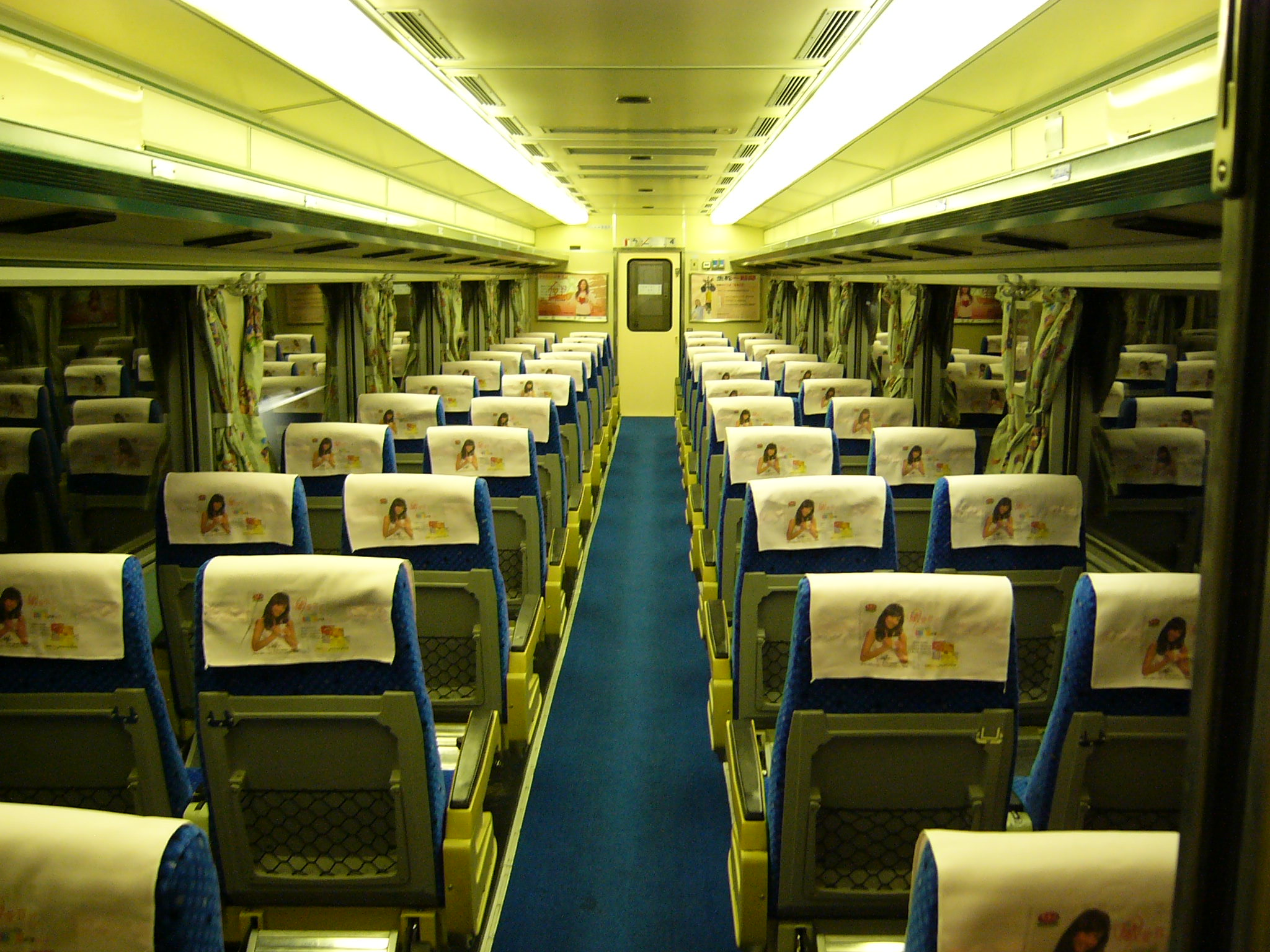
EMU300（EM或EMC）型動力車的車廂

## 形式說明與編組方式

### 編組體系
EMU300型一組固定為3輛編成一組，與EMU200相同，動拖比為2M1T，平時3組9輛編成運轉，最多可5組15輛編成做總控制運轉，編組車輛分別是駕駛附車長室馬達車50EMC300型（50EMC301—308）、電源動力車50EP300型（50EP301—308）以及駕駛馬達車50EM300型（50EM301—308）。
50EMC300型
駕駛馬達車，車頭面向台北方向開始連結編組。設有車長室、方向幕的控制裝置與哺乳室。車廂尾端設置廁所以及車門，車頂上則設有電阻器，共8輛（編號50EMC301－308號）。
50EP300型
電源拖車，車頂上設置集電弓，車底下設有變壓器，車體兩端皆設置車門，共8輛（編號50EP301－308號）。
50EM300型
駕駛馬達車，車頭面向高雄方向連結，車廂尾端設置廁所以及車門，車頂上設有電阻器，共8輛（編號50EM301－308號）。
編組方式
|          | EMU300 ←（逆行）方向（順行）方向→ |               |                 |
| 車廂編號 | 1、4、7、10                       | 2、5、8、11   | 3、6、9、12     |
| 集電弓   |                                   | ＜            |                 |
| 形式     | 50EM300 （Mc）                    | 50EP300 （T） | 50EMC300 （Mc） |
| 其他設備 | WC,長                             |               | WC,長,B         |
| 安裝機器 | CONT、MA-set                      | VCB、Mtr、CP  | CONT、MA-set    |
| 座位數   | 44位                              | 52位          | 40位            |

範例
- CONT：主控制裝置（電阻器）
- MA-set：馬達交流發電機組
- VCB：真空斷路器
- Mtr：主變壓器
- CP：空氣壓縮機（主風泵）
- WC：廁所
- 長：車長室
- B：哺集乳室

參考資料：

## 車輛改造

### 第一次改造
EMU300型在1993年中期連續2日相繼在竹北跟新竹出軌後，台鐵全面檢查EMU300型的轉向架後發現，軔缸與架框出現裂縫，經過幾次修補後並無好轉，因此暫時停用幾組EMU300，台鐵考慮14TW-N-SB型轉向架的安全性不足車齡尚輕仍有改造空間。而因此在1997年將EMU300型交由唐榮鐵工廠進行轉向架的改造（同時期裝用TR-53「14TW-N-SBU」的莒光號客車先後也改換成TR-54型轉向架），使用ADTranz公司生產的3系列（Series 3）轉向架，軸彈簧採用雪佛龍製橡皮彈簧，空氣彈簧採用日本製，動力車箱使用P3-22a/b型轉向架，而無動力車箱使用T3-22c/d型轉向架。原有的14TW-N-SB型轉向架一組展示在苗栗鐵道文物展示館。

### 第二次改造
由於乘客因為車門沒關造成摔出車外的意外事故頻傳，台鐵計劃將列車車廂逐步更新，提升服務品質，於2008年中起陸續交由中鋼機械秦陽機械公司（秦陽鐵工廠）進行改造。主要將旅客用上下車門由2階階梯手動摺疊門（夾鏈門）改為單階滑塞式自動門，但是安全門牽涉到車內的設計變更故並未改造。以及將車側終點顯示器由原先捲簾式路線牌更換為LED顯示幕（行先板），位置並從車門上方移至車體中段上方。另也將車廂走道門由原本極易故障、反應過於靈敏的紅外線感應變更為觸控式感應:51-53。
第1組EMU301於2008年12月2日改造完畢，同時第2組EMU302也進廠開始改造。第3組EMU306則於同年12月26日進廠改造，第4組EMU308於2009年進行改造。
2010年，已有EMU301、EMU302、EMU306以及EMU308等4組車已改造完成，但後來因與DR3000型柴聯車改造案撞期加上改造工廠南遷南州，且改造車組的DI系統運作不穩定，使得最後4組車（EMU303、EMU304、EMU305以及EMU307）改造作業被迫暫時中斷。
2011年，因DR3000型柴聯車改造案已完成，使得最後4組的車改造作業得以恢復進行，首組車EMU305於同年6月14日迴送至高雄，隔日6月15日迴送至位於屏東南州車站旁的秦陽鐵工廠進行改造，於2011年9月改造完畢，隨後EMU304亦於2012年1月改造完畢，最後兩組EMU303及307則已於2012年3月19日完成改造並由R21牽引北上，至此8組EMU300型已全數改造完畢並恢復正常營運:51-53。

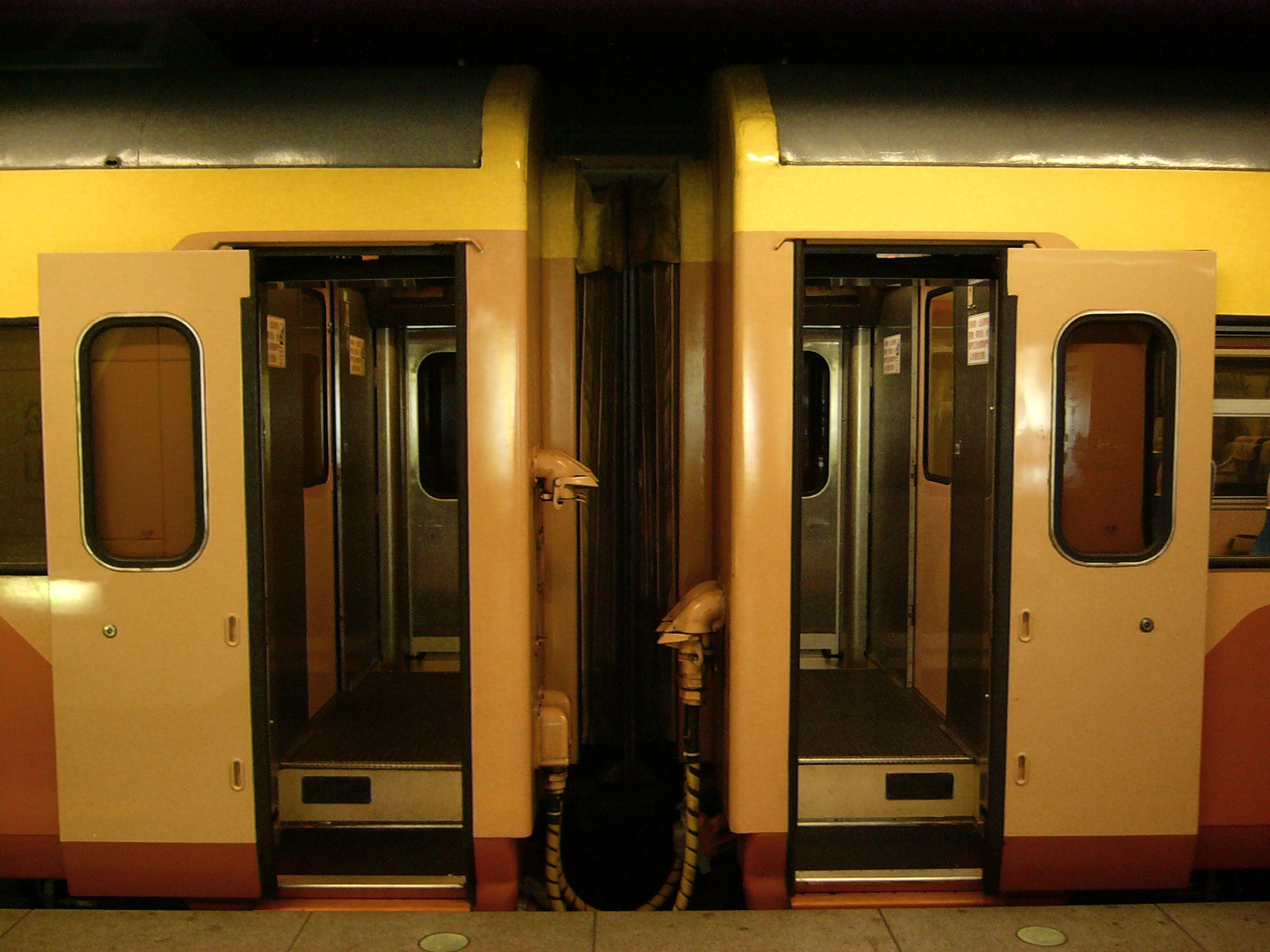
單階滑塞式電動門（開啟）
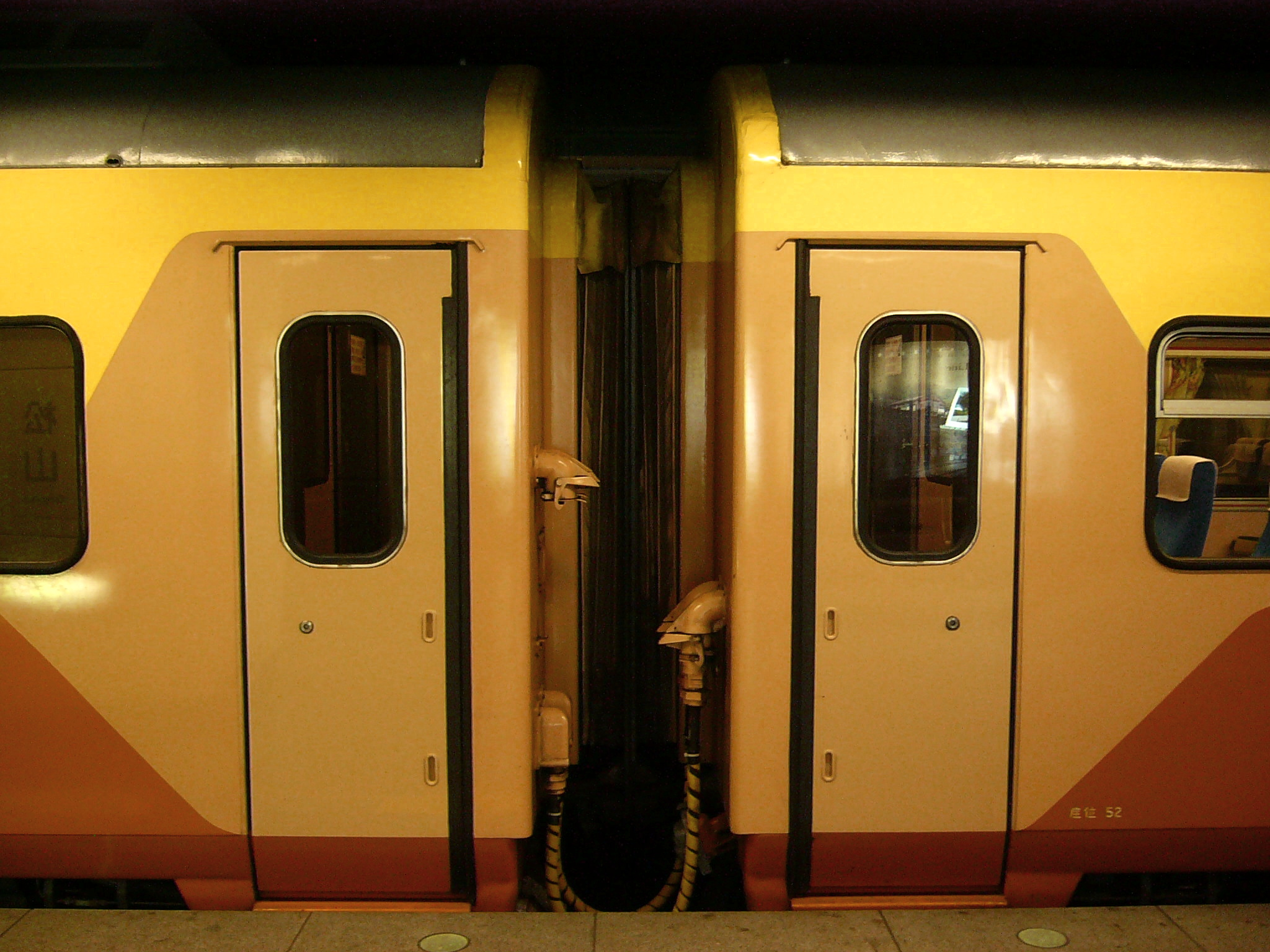
單階滑塞式電動門（關閉）
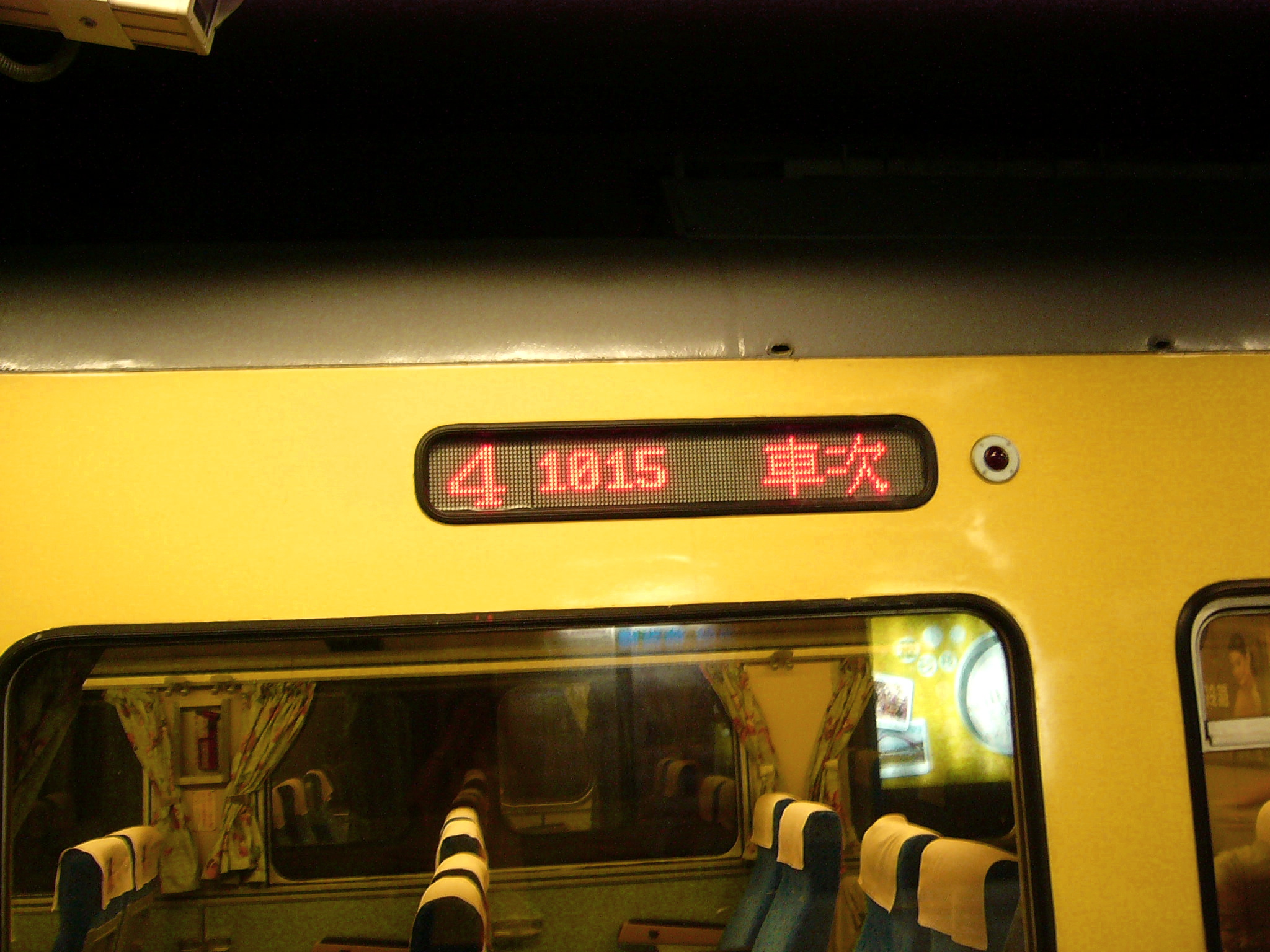
三色LED式旅客資訊顯示器（行先板）
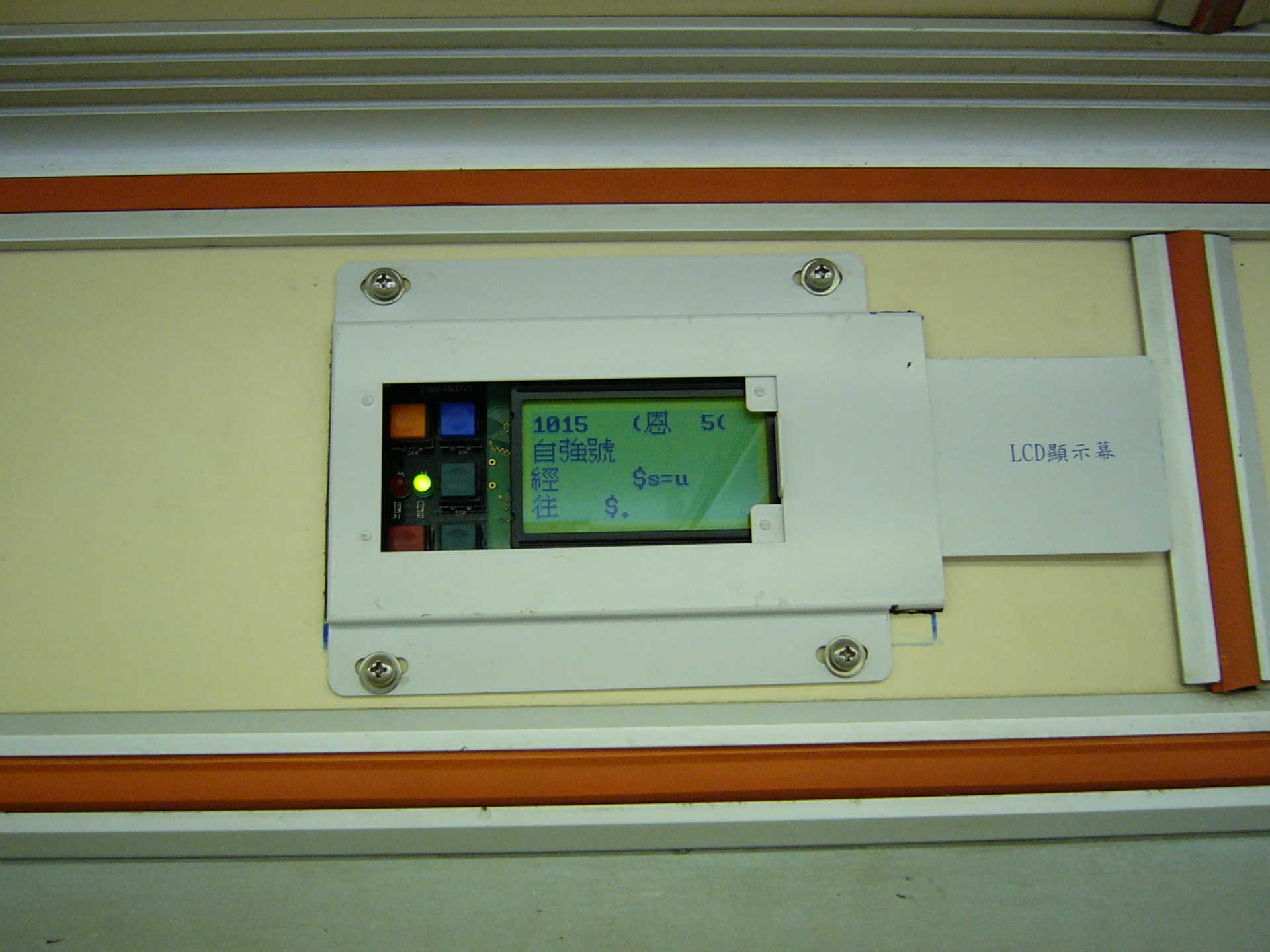
三色LED式旅客資訊顯示器操控板（行先板控制器）

### 第三次改造
2015年下半年開始，EMU300型陸續迴送至大湖車站旁之煜翔機械，將EMC車的部分客室空間改造並增設哺集乳室，導致逢週五、週日七堵—斗南間原以EMU300型行駛之119次、126次由推拉式自強號代打。目前已全數改造完畢，被代打之車次運用改回原EMU300型行駛:54。

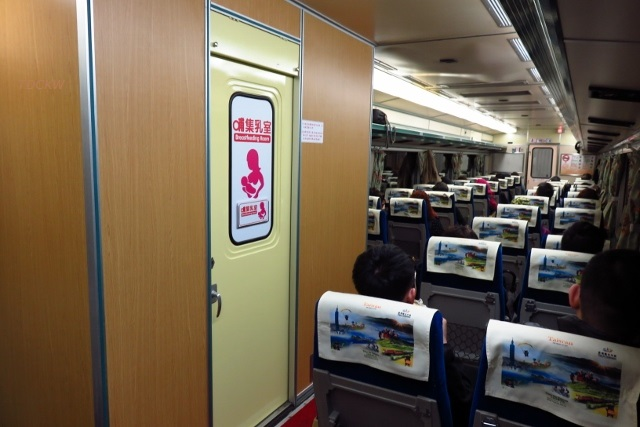
EMU300型電聯車之EMC車廂增設哺集乳室（2016年2月27日）

### 無階化改造
因未來將引進EMU3000，所以台鐵局計畫將本型車除役，故未辦理無階化改造。

### 觀光列車改造
原預計改裝為山嵐號列車，並且預計2022年開始營運，但後來由於2021年4月起10天內發生3起事故，已被台鐵局列為優先除役車輛，將改由EMU500進行改造。

## 重大事故
- 1990年12月20日：高雄縣路竹鄉（現高雄市路竹區）一輛遊覽車經過大仁路平交道，由於巷道過於狹窄，倒車時被北上1020次自強號撞上，並且起火燃燒，造成遊覽車25死27人受傷，而自強號列車上有7人受傷，50EM306受損，後來修復繼續使用[T 1][O 13]。

## 圖片集

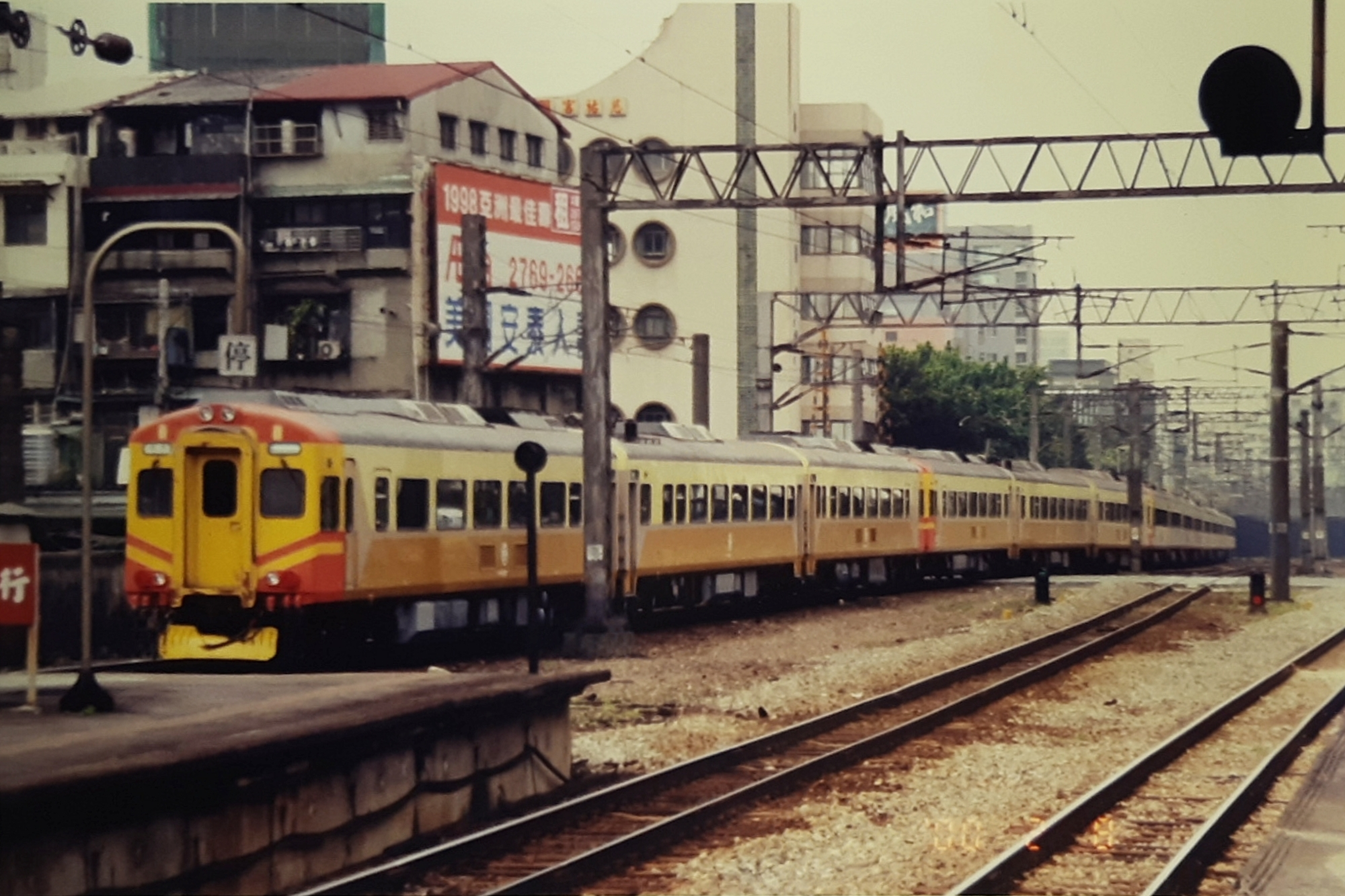
以最長編組5組15輛行駛的EMU300型電聯車
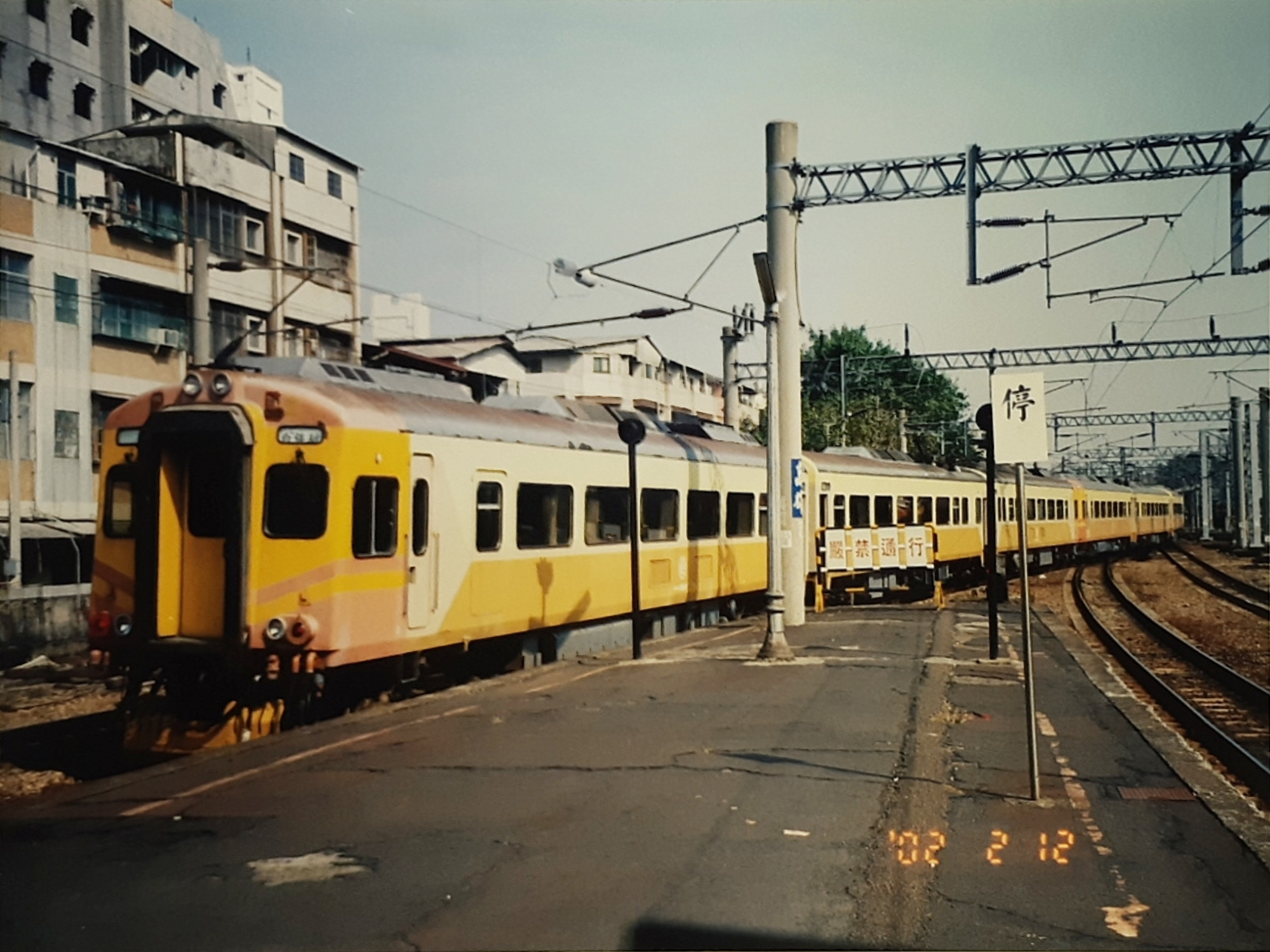
2002年春節期間，以加班車姿態再度行駛至高雄車站的EMU300型電聯車，僅2組6輛編組
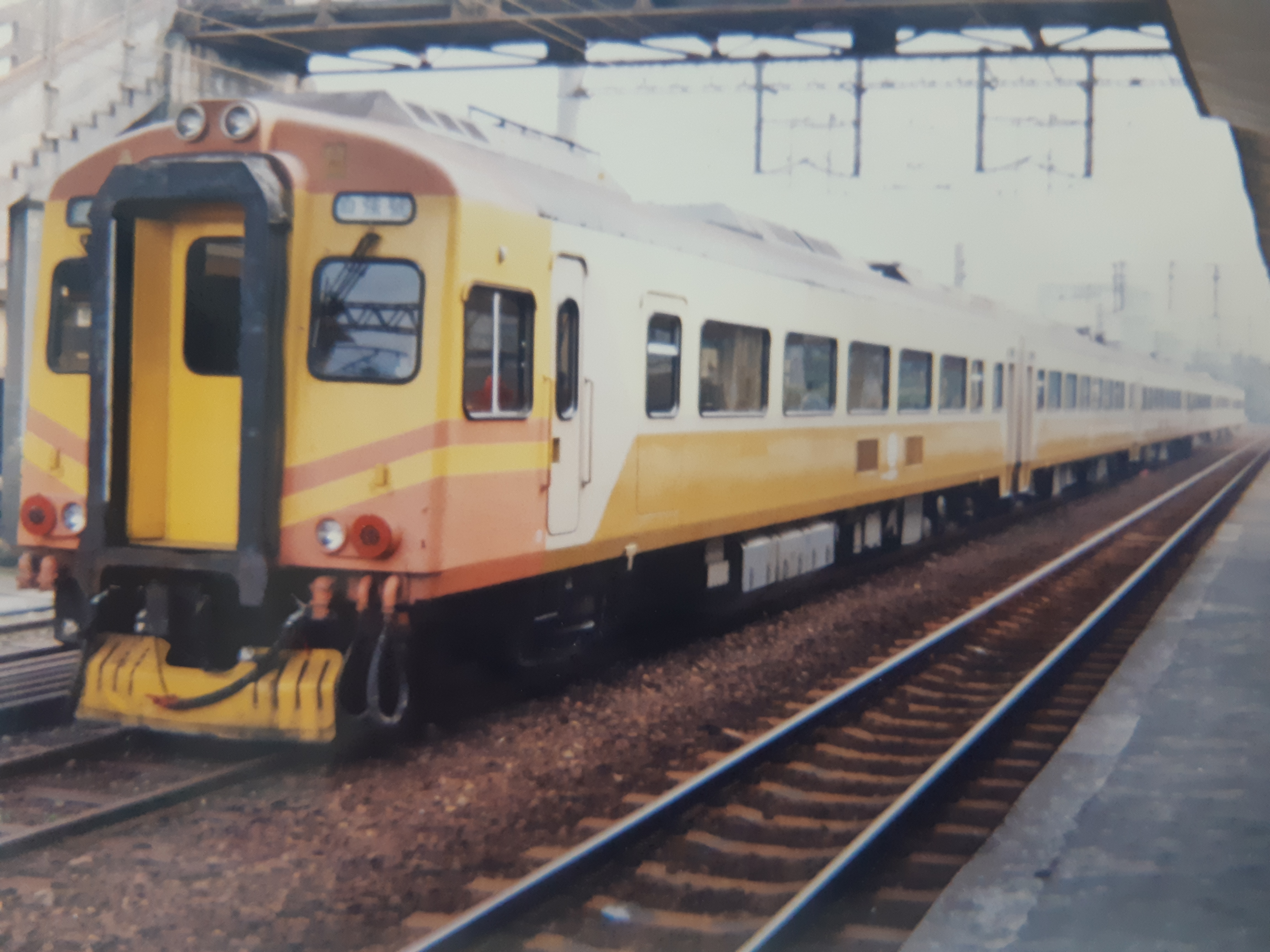
員林車站於1997~1998年間偶爾可見2組6輛EMU300型停放於側線
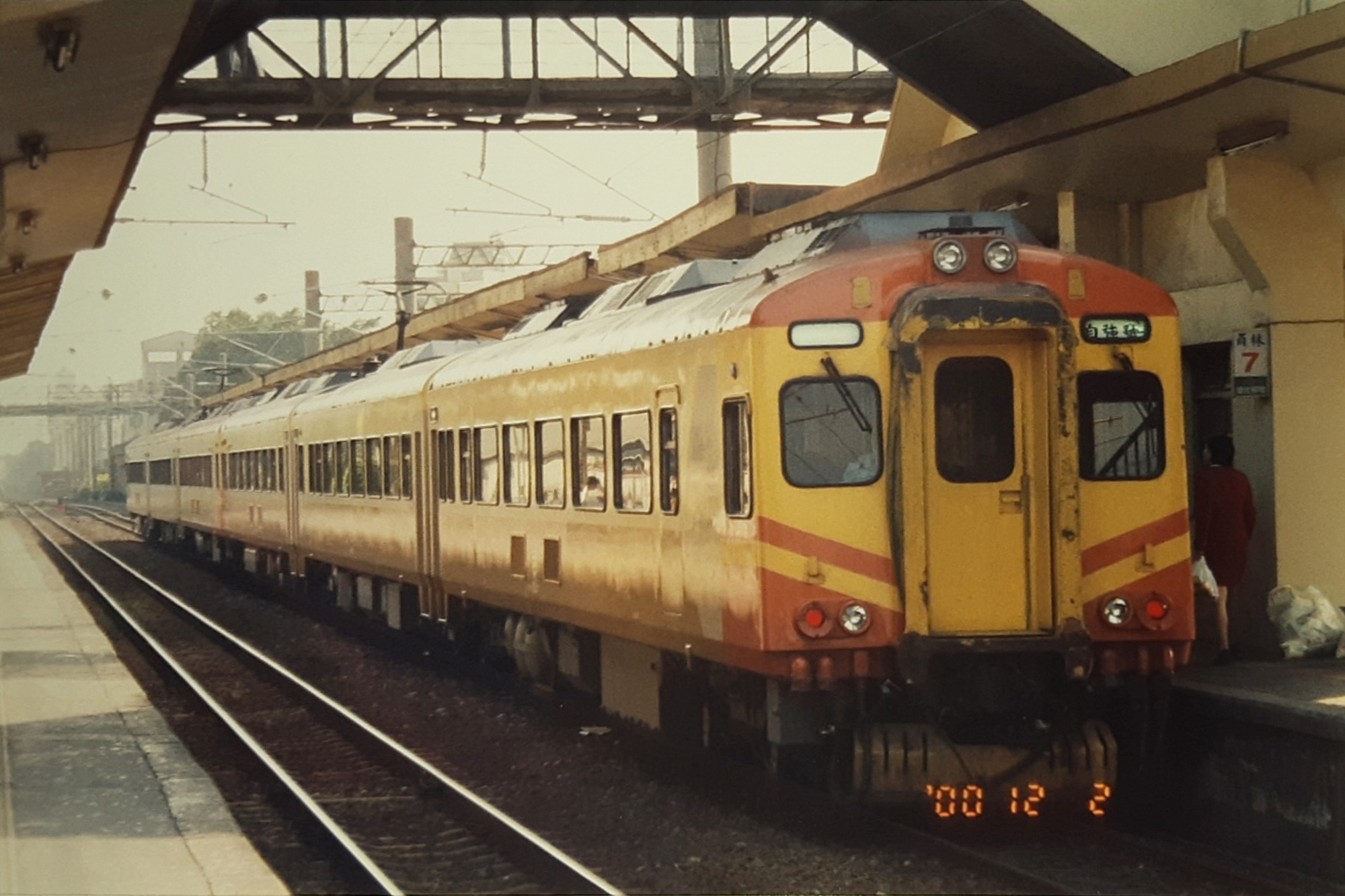
員林車站曾長期作為EMU300型電聯車班次的起終點站
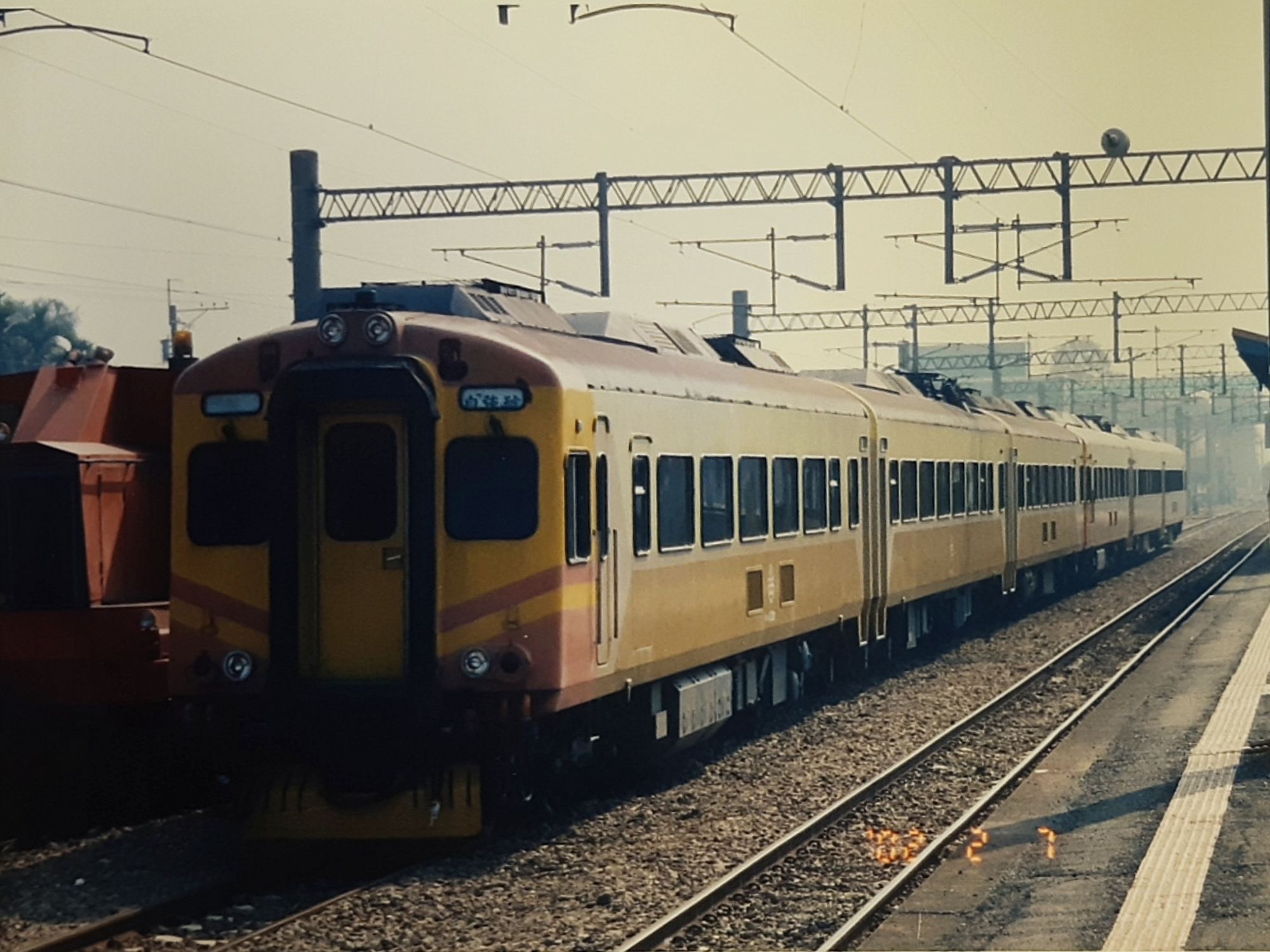
2002年2月7日，因擔任集集線活動專車而停在二水車站側線的EMU300型電聯車

## 備註
1. ↑  米蘭工業製造公司，簡稱，是位於義大利米蘭的製造商，主要產品以交通運輸以及槍械為主，而在1989年破產倒閉，後續技術由瑞士與瑞典跨國公司ABB公司所繼承。
2. ↑  器官車是指列車故障時缺乏維修零件找不到可用零件以及替代品時，直接取用同型車零件的車輛。
3. ↑  TR53的Socimi原廠型號為14TW-N-SBU，軸距2260mm，與EMU300所用者並不相同。
4. ↑  西屋空氣制軔公司，台鐵將其譯為西屋西碼式。
5. ↑  歐洲鐵路交通管理系統（英語：European Rail Traffic Management System）簡稱ERTMS是歐洲鐵路的保安裝置，其中包含了歐洲列車控制系統（ETCS）。

## 外部連結
- 台鐵EMU300型自強號電聯車座位配置圖 （页面存档备份，存于）(來源：台鐵座位配置圖（页面存档备份，存于）相簿)

1. ↑  . 臺灣鐵路管理局. 2023-09-11  [2024-01-05]. （原始内容存档于2023-09-12） （中文（臺灣））.
2. ↑  . 臺灣鐵路管理局. 2023-09-27  [2024-01-05]. （原始内容存档于2024-01-05） （中文（臺灣））.
3. ↑  . HiNet生活誌. 2021-07-13  [2021-07-14]. （原始内容存档于2021-07-14）.